# Cape Surprise
Cape Surprise (englisch für Kap Überraschung) ist ein Kap an der Dufek-Küste in der antarktischen Ross Dependency. Am Rand des Ross-Schelfeises markiert es das nördliche Ende der Longhorn Spurs zwischen dem Massam- und dem Barrett-Gletscher.
Die Südgruppe einer von 1963 bis 1964 dauernden Kampagne im Rahmen der New Zealand Geological Survey Antarctic Expedition benannte es so, da sie zu ihrer Überraschung hier erstmals auf Sandsteinschichten der sogenannten Beacon Supergroup aus der Trias und der Ferrar Supergroup aus dem Jura stieß.